# بوينت (فرجينيا)
بوينت (بالإنكليزية:City Point) وهي بلدة أمريكية تقع في مقاطعة برينس جورج، فرجينيا والتي ضمتها مدينة مستقلة عن هوبويل في عام 1923، كانت بمثابة مقر للجيش الاتحادي خلال حصار بطرسبرغ خلال الحرب الأهلية الأمريكية.